# Calamaria bitorques
Calamaria bitorques är en ormart som beskrevs av Peters 1872. Calamaria bitorques ingår i släktet Calamaria och familjen snokar. IUCN kategoriserar arten globalt som livskraftig. Inga underarter finns listade.
Arten förekommer med flera populationer i Filippinerna. Bland annat på Luzon och Panay. Honor lägger ägg.